# Heterospilus annulatus
Heterospilus annulatus är en stekelart som beskrevs av Marsh 1982. Heterospilus annulatus ingår i släktet Heterospilus och familjen bracksteklar. Inga underarter finns listade i Catalogue of Life.